# Xicolatada

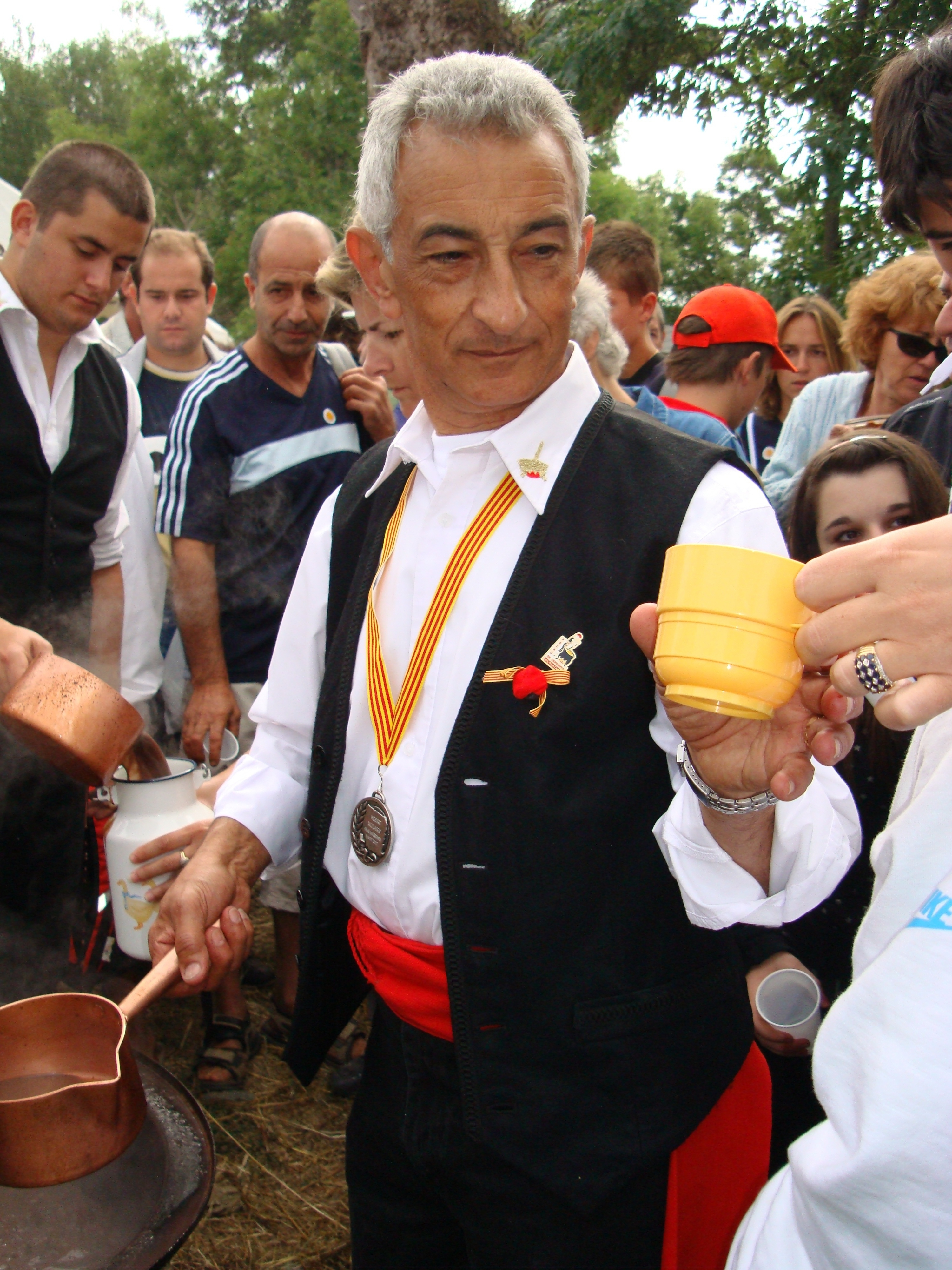
Xicolatada

La Xicolatada (término creado a partir de xicolata, variante fonética del vocablo catalán xocolata 'chocolate') es un festival tradicional celebrado en el pueblo de Palau-de-Cerdagne en la Cataluña Norte, Francia. Es celebrado anualmente el 16 de agosto, y lo ha sido por más de 300 años.
En Cataluña, el 15 de agosto fue una vez un día de fiesta, y los lugareños beben un poco, al punto que se sienten mal a la mañana siguiente. Para sentirse mejor, el chocolatero del pueblo les ofreció chocolate caliente, que él dijo que era un remedio excelente.
Con los años, ese hábito se convirtió en una costumbre, y finalmente una asociación municipal se formó para recordar la tradición y para organizar la distribución de chocolate caliente cada año el 16 de agosto, precisamente a las 11 de la mañana. Hoy en día, el chocolate se elabora en grandes calderos a leña. En 2007, se consumieron 800 litros por 3000 personas, muchos de ellos eran visitantes; el festival atrae muchos turistas al pueblo cada año. Para preservar la tradición, los organizadores del festival crearon un tipo de cofradía llamada Mestres xicolaters, o "maestros chocolateros", que mantienen las recetas para el secreto del chocolate; la organización también se encarga de la programación, que no se revela por adelantado.